# FeiTeng-1000
FeiTeng (кит. упр. 飞腾, пиньинь fēiténg, палл. фэйтэн) — линейка центральных процессоров, разработанных в Китае, в National University of Defense Technology командой под руководством профессора Син Цзочэна.
Процессор FeiTeng-1000 является третьим поколением процессоров семейства YinHeFeiTeng (银河飞騰, YHFT), разрабатываемом под руководством профессора Син Цзочэна. Первое поколение YHFT реализовывало архитектуру класса EPIC, полностью совместимую по машинному коду с Intel Itanium 2. Второе поколение, FT64, представляло собой систему-на-кристалле из процессора общего назначения и 64-битного потокового процессора. Эти процессоры использовались в компьютерах YinHe (银河) в качестве ускорителя.
Следующей за FT-1000 моделью стал 16-ти ядерный FeiTeng-1500.

## FeiTeng-1000
Производится по техпроцессу 65 нм, состоит из 350 млн транзисторов. FeiTeng-1000 совместим с SPARC v9. Возможно был изготовлен с использованием наработок проекта OpenSPARC.
В суперкомпьютере Tianhe-1A в 1024 сервисных узлах
установлено суммарно 2048 процессоров FeiTeng 1000 (по 2 чипа в узле). Каждый процессор имеет 8 ядер и поддерживает исполнение 64 потоков. Работает на частотах 800—1000 МГц. В чип встроены 3 канала HT, 4 контроллера DDR3 (базовая частота 400 МГц), канал PCIe 2.0 x8
Кеш L2 разделен на 8 частей, по 2 части на каждый контроллер памяти. Связь между ядрами и кешем — через Cache Crossbar.

## Galaxy FT-1500
Процессоры FeiTeng-1500 и FeiTeng-2000 планировались к использованию в следующих поколениях компьютеров TianHe.
В суперкомпьютере Tianhe-2 установлено чуть более 4 тысяч 16-ядерных процессоров Galaxy FT-1500 c архитектурой Sparc v9, изготовленных по техпроцессу 40 нм, работающих на частоте 1,8 ГГц с тепловыделением 65 Вт. Производительность FT-1500 составляет 115—144 GFLOPS; каждое его ядро исполняет до 8 чередующихся потоков и может исполнять 256-битные SIMD-операции, в том числе FMA (умножение-сложение). Для каждого ядра доступна кеш-память, работающая на 2 ГГц, с объёмами: 16 КБ L1 инструкций, 16 КБ L1 данных, 512 КБ L2; для всех ядер также доступна общая L3 кеш-память размером 4 МБ (4 банка по 1 МБ с 32-канальной ассоциативностью, по банку на ячейку из 4 ядер), используется протокол когерентности с использованием справочника. Чип FT-1500 является системой на кристалле и кроме ядер и кеш-памяти содержит:
- линии межпроцессорной связи,
- 4 интегрированных контроллера памяти DDR3,
- 2 корневых контроллера PCI-express,
- порты 10 Gbit Ethernet.